# Championnat de Malte de football 1995-1996
Navigation
Saison précédente Saison suivante
La saison 1995-1996 de Premier League Maltaise était la quatre-vingt-unième édition de la première division maltaise.
Lors de cette saison, le Paola Hibernians FC a tenté de conserver son titre de champion face aux neuf meilleurs clubs maltais lors d'une série de matchs se déroulant sur toute l'année.
Les dix clubs participants au championnat ont été confrontés à deux reprises aux neuf autres.
C'est le Sliema Wanderers FC qui a été sacré champion de Malte pour la vingt-troisième fois.
Trois places étaient qualificatives pour les compétitions européennes, la quatrième place étant celle du vainqueur du Trophée Rothman 1995-1996.

## Qualifications en coupe d'Europe
À l'issue de la saison, le champion et le troisième du championnat, le deuxième étant qualifié pour la Coupe des coupes, ont participé au tour préliminaire de la Coupe UEFA 1996-1997.
Le vainqueur du Trophée Rothman a pris la place pour la Coupe des coupes 1996-1997.
Enfin, la première équipe dans l'ordre du classement qui l'a souhaité a participé à la Coupe Intertoto 1996.

## Les dix clubs participants
| Club                | Stade             | Capacité | Ville      |
| ------------------- | ----------------- | -------- | ---------- |
| Birkirkara-Luqa     | Infetti Ground    | 2 000    | Birkirkara |
| Floriana FC         | -                 | -        | Floriana   |
| Hamrun Spartans     | Victor Tedesco    | 6 000    | Hamrun     |
| Paola Hibernians FC | Hibernians Ground | 8 000    | Paola      |
| Naxxar Lions FC     | -                 | -        | Naxxar     |
| Rabat Ajax          | -                 | -        | Rabat      |
| Sliema Wanderers FC | Guze Fava Ground  | 4 000    | Sliema     |
| St. Patrick FC      | -                 | -        | Zabbar     |
| La Vallette FC      | -                 | -        | La Valette |
| Zurrieq FC          | -                 | -        | Zurrieq    |

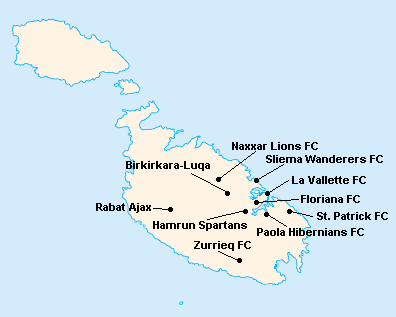
Localisation des clubs engagés dans le championnat.

L'île de Malte étant relativement petite, les clubs évoluent tous au stade National Ta'Qali (17 400 places). Certain cependant ont leur propre enceinte qu'ils peuvent éventuellement utiliser.

## Compétition

### Classement
| Rang | Équipe                  | Pts | J  | G  | N | P  | Bp | Bc | Diff |
| ---- | ----------------------- | --- | -- | -- | - | -- | -- | -- | ---- |
| 1    | Sliema Wanderers FC     | 46  | 18 | 15 | 1 | 2  | 55 | 16 | +39  |
| 2    | La Vallette FC (C)      | 42  | 18 | 13 | 3 | 2  | 49 | 11 | +38  |
| 3    | Floriana FC             | 37  | 18 | 11 | 4 | 3  | 32 | 12 | +20  |
| 4    | Paola Hibernians FC (T) | 33  | 18 | 9  | 6 | 3  | 35 | 18 | +17  |
| 5    | Hamrun Spartans         | 29  | 18 | 8  | 5 | 5  | 29 | 21 | +8   |
| 6    | Birkirkara-Luqa         | 21  | 18 | 6  | 3 | 9  | 23 | 26 | -3   |
| 7    | Naxxar Lions FC         | 21  | 18 | 6  | 3 | 9  | 22 | 33 | -11  |
| 8    | Rabat Ajax (P)          | 14  | 18 | 4  | 2 | 12 | 28 | 50 | -22  |
| 9    | St. Patrick FC (P)      | 9   | 18 | 3  | 0 | 15 | 15 | 52 | -37  |
| 10   | Zurrieq FC              | 4   | 18 | 1  | 1 | 16 | 13 | 62 | -49  |

| Légende : Qualifications et relégations | Légende : Qualifications et relégations                                                     |
| --------------------------------------- | ------------------------------------------------------------------------------------------- |
|                                         | Coupe des coupes 1996-1997 (Tour de qualification)                                          |
|                                         | Coupe UEFA 1996-1997 (Tour préliminaire)                                                    |
|                                         | Coupe Intertoto 1996 (1er Tour)                                                             |
|                                         | Relégation en First Division Maltaise                                                       |
|                                         | (T) : Tenant du titre 1994-1995 (P) : Promu en 1994-1995 (C) : Vainqueur du Trophée Rothman |

### Matchs
| Résultats (▼dom., ►ext.)                                   | Bir | Flo | Ham | Hib | Nax | Rab | Sli | StP | Val | Zur |
| Birkirkara-Luqa                                            |     | 0-0 | 2-1 | 1-3 | 1-2 | 0-2 | 1-4 | 5-0 | 0-1 | 2-0 |
| Floriana FC                                                | 1-0 |     | 1-1 | 1-1 | 3-1 | 2-1 | 1-0 | 2-0 | 0-0 | 5-0 |
| Hamrun Spartans                                            | 1-0 | 0-3 |     | 1-1 | 3-0 | 3-0 | 1-1 | 1-2 | 2-1 | 3-2 |
| Paola Hibernians FC                                        | 1-1 | 2-1 | 0-0 |     | 1-0 | 4-1 | 0-2 | 2-0 | 1-1 | 6-0 |
| Naxxar Lions FC                                            | 0-1 | 0-2 | 1-1 | 1-1 |     | 3-2 | 1-2 | 2-3 | 0-3 | 2-1 |
| Rabat Ajax                                                 | 2-2 | 1-2 | 2-4 | 1-4 | 0-2 |     | 1-5 | 4-2 | 1-3 | 2-2 |
| Sliema Wanderers FC                                        | 3-1 | 1-0 | 2-1 | 4-2 | 7-1 | 7-2 |     | 3-0 | 1-2 | 1-0 |
| St. Patrick FC                                             | 0-1 | 2-3 | 0-2 | 0-4 | 1-2 | 1-4 | 0-3 |     | 1-3 | 1-2 |
| La Vallette FC                                             | 4-0 | 2-1 | 1-0 | 3-0 | 1-1 | 4-0 | 1-2 | 8-0 |     | 7-0 |
| Zurrieq FC                                                 | 1-5 | 0-4 | 2-4 | 0-2 | 0-3 | 0-2 | 1-7 | 1-2 | 1-4 |     |
| - Victoire à domicile - Match nul - Victoire à l'extérieur |     |     |     |     |     |     |     |     |     |     |

## Bilan de la saison
| Tableau d'Honneur       |                     |
| Compétition             | Vainqueur           |
| Premier League Maltaise | Sliema Wanderers FC |
| Trophée Rothman         | La Vallette FC      |
| Supercoupe de Malte     | La Vallette FC      |

| Qualifications européennes 1996-1997 |                                 |
| Coupe des coupes                     | Qualifiés                       |
| Tour de qualification                | La Vallette FC                  |
| Coupe UEFA                           | Qualifiés                       |
| Tour préliminaire                    | Sliema Wanderers FC Floriana FC |
| Coupe Intertoto                      | Qualifiés                       |
| 1er tour                             | Paola Hibernians FC             |

| Promotions et relégations           |                                 |
| Relégués en First Division Maltaise | St. Patrick FC Zurrieq FC       |
| Promus de First Division Maltaise   | Pietà Hotspurs Lija Athletic FC |